# Lijst van begrippen uit de Latijnse grammatica
Dit is een lijst van begrippen uit de Latijnse grammatica.
- Ablativus absolutus - bijwoordelijke bijzin
- Activum - bedrijvende vorm
- Adverbium - bijwoord
- Accusativus cum Infinitivo (A.C.I.) - een lijdend voorwerp met een infinitief
- Comparativus - vergrotende trap
- Congruerende dominant - congruerend adjectief met de betekenis van een genitief
- Conjunctivus - aanvoegende wijs
- Declinatie - verbuiging
- Deponentia - passieve vormen met actieve betekenis
- Dubitativus - aarzeling, uitgedrukt door de conjunctivus
- Futurum - onvoltooid toekomende tijd
- Futurum exactum - voltooid toekomende tijd
- Gerundium - onzijdige werkwoordsvorm
- Gerundivum - verplichtende constructie
- Hortativus - aansporing, uitgedrukt door de conjunctivus
- Imperativus - gebiedende wijs
- Imperfectum - onvoltooid verleden tijd
- Indicativus - aantonende wijs
- Infinitivus - infinitief
- Irrealis - irreële wens/situatie, uitgedrukt door de conjunctivus
- Jussief - aansporing in het verleden
- Modus - taalkundige wijs
- Nominativus cum Infinitivo (N.C.I.) - een onderwerp met een infinitief
- Numeralia - telwoord
- Objectsaccusativus - accusativus als lijdend voorwerp gebruikt.
- Omgezet gerundium
- Participium - deelwoord
- Participium perfecti passivi (P.P.P.) - voltooid deelwoord
- Participium praesentis activi (P.P.A.) - tegenwoordig deelwoord
- Passivum - lijdende vorm
- Perfectum - voltooid tegenwoordige tijd
- Plusquamperfectum - voltooid verleden tijd
- Potentialis - mogelijkheid, uitgedrukt door de conjunctivus
- Praesens - onvoltooid tegenwoordige tijd
- Praesens historicum
- Predicatieve bepaling - tegengestelde van bijvoeglijke bepaling
- Reflexief persoonlijk voornaamwoord - wederkerend voornaamwoord
- Relatieve aansluiting - congruerend betrekkelijk voornaamwoord dat een hoofdzin inleidt
- Semi-deponentia - halve deponentia
- Subjectsaccusativus - accusativus als onderwerp gebruikt.
- Superlativus - overtreffende trap
- Supinum - werkwoordsverbuiging

## Naamvallen
- Nominativus (1e naamval)
- Genitivus (2e naamval)
- Dativus (3e naamval)
- Accusativus (4e naamval)
- Ablativus (6e naamval)
- Vocativus (is meestal aan de nominativus gelijk, 5e naamval)
- Locativus (7e naamval)

algemene Latijnse vervoegingen en verbuigingen · accusativus cum infinitivo (AcI) · accusativus cum participio (AcP) · nominativus cum infinitivo (NcI) · participium praesentis activi (PPA) · perfectum · imperfectum · plusquamperfectum · futurum · futurum exactum · subjects- en objectsaccusativus · reflexief persoonlijk voornaamwoord · predicatieve bepaling · adverbium · participium perfecti passivi (PPP) · passivum · activum · gerundium · gerundivum · praesens · praesens historicum · comparativus · superlativus · supinum · participium · declinatie · ablativus absolutus · dativus possessivus